# 哥伦比亚大学图书馆
哥倫比亞大學圖書館/資訊服務（英文：Columbia University Libraries）是哥倫比亞大學的一個圖書館系統。它是北美五大學術圖書館系統及十大持有量最高的圖書館之一。圖書館是美國第六大的學術圖書館，以及紐約州最大的學術圖書館，收藏逾120萬本超過16萬項期刊和期刊，以及豐富的電子資源、手稿，古籍善本、縮微、地圖和錄像材料。所有館藏與服務分布於22個圖書館和學術技術中心，其中包括關聯公司。 圖書館位於大學在紐約市晨邊高地的校園範圍內，其員工包括超過450名專業支持人員。

## 圖書館群
在哥倫比亞大學系統中的庫包括：
- 艾弗里建築與美術圖書館
- 巴納德學院圖書館（子組織）
- 協和神學院伯克圖書館

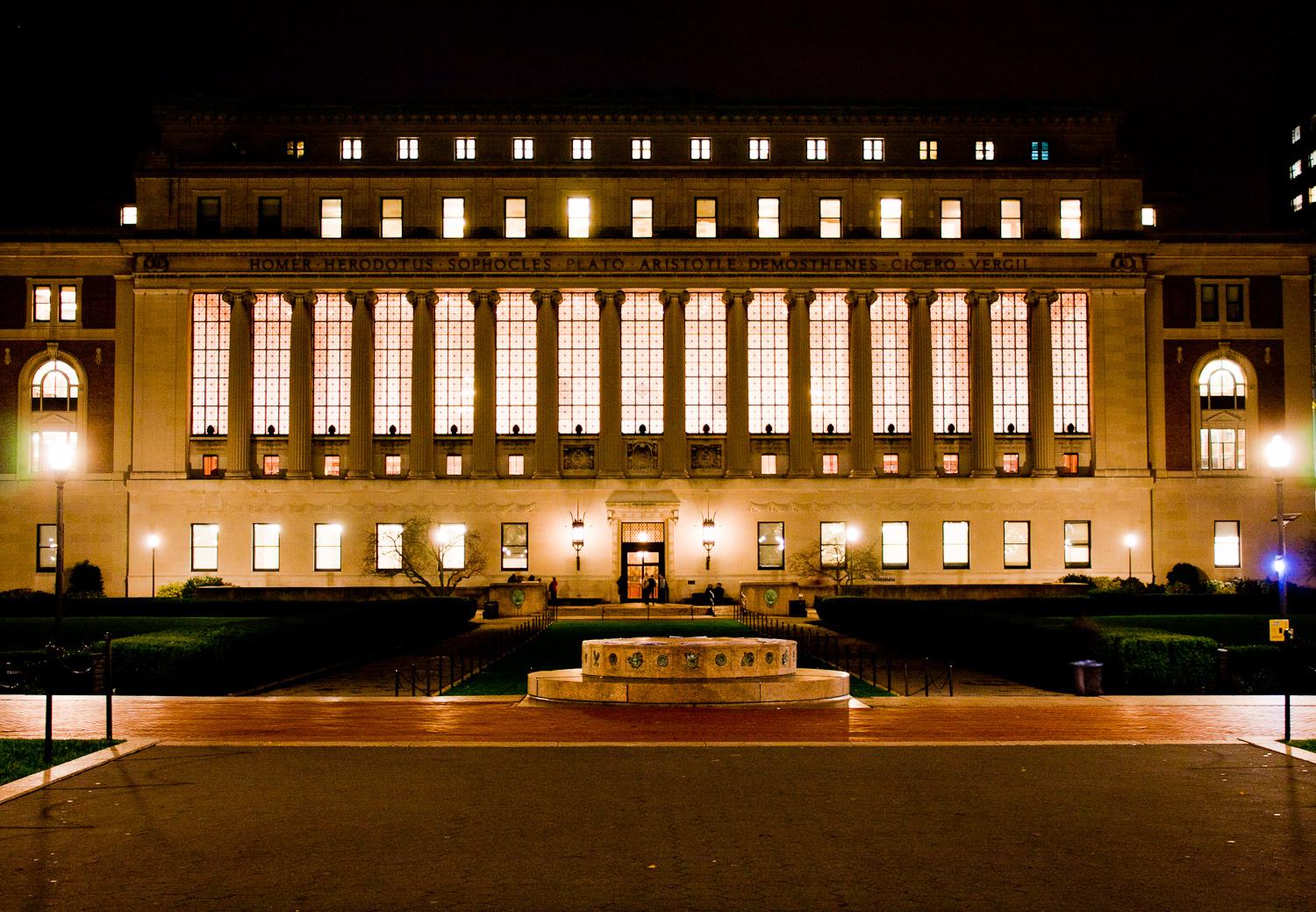
哥倫比亞巴特勒圖書館

- 哥倫比亞大學商學院商業與經濟學圖書館（沃森）
- 巴特勒圖書館
- 人權中心文獻和研究
- 哥倫比亞口述歷史中心
- 哥倫比亞大學檔案館
- 人文數碼中心
- 科學數碼中心
- 社會科學數碼中心
- 東亞圖書館（斯塔爾）
- 工程庫（莫耐爾）
- 地質圖書館
- 全球研究
- 音樂和藝術圖書館（維納）
- 場外貨架基金（重述）
- 善本與手稿圖書館
- 科學與工程圖書館
- 哥倫比亞新聞學院新聞學庫

## 外部連結
- Libraries Website（页面存档备份，存于）
- Libraries Catalog（页面存档备份，存于）
- CUL web archives hosted at Archive-It（页面存档备份，存于）
- In Columbia Spectator（页面存档备份，存于）
- At Archive.org